# Guandi (köping i Kina, Sichuan)
Guandi (kinesiska: 关帝镇, 关帝) är en köping i Kina. Den ligger i provinsen Sichuan, i den sydvästra delen av landet, omkring 100 kilometer nordost om provinshuvudstaden Chengdu. Antalet invånare är 7 717. Befolkningen består av 3 763 kvinnor och 3 954 män. Barn under 15 år utgör 12,0 %, vuxna 15-64 år 73 %, och äldre över 65 år 13,0 %.
Genomsnittlig årsnederbörd är 1 156 millimeter. Den regnigaste månaden är juli, med i genomsnitt 309 mm nederbörd, och den torraste är december, med 8 mm nederbörd.